# Wikariat Lizbona IV
Wikariat Lizbona IV − jeden z 17 wikariatów Patriarchatu Lizbony, składający się z 19 parafii:
- Parafia Najświętszej Maryi Panny z Góry Karmel w Lizbonie
- Parafia Matki Bożej Wcielenia w Lizbonie
- Parafia św. Jerzego w Lizbonie
- Parafia Trzech Króli w Lizbonie
- Parafia św. Bartłomieja w Lizbonie
- Parafia Dwunastu Apostołów w Lizbonie
- Parafia Ducha Świętego w Lizbonie
- Parafia Matki Bożej Fatimskiej w Lizbonie
- Parafia Niepokalanego Serca Najświętszej Maryi Panny w Lizbonie
- Parafia św. Jana Chrzciciela w Lizbonie
- Parafia Matki Bożej Bolesnej w Lizbonie
- Parafia Matki Bożej z Penha w Lizbonie
- Parafia św. Joanny w Lizbonie
- Parafia Santo Anjo de Portugal w Lizbonie
- Parafia św. Jana de Brito w Lizbonie
- Parafia św. Jana Bożego w Lizbonie
- Parafia św. Jana Ewangelisty w Lizbonie
- Parafia św. Sebastiana w Lizbonie
- Parafia Najświętszej Maryi Panny Bramy Nieba w Lizbonie